# Heinrich Mehrhof
Heinrich Mehrhof (* 14. Dezember 1876 in Höringhausen, Kreis Frankenberg; † 8. September 1946 in Frankfurt am Main durch Suizid) war ein deutscher Politiker (SPD, USPD).

## Leben und Wirken
Nach dem Besuch der Volksschule in Höringhausen arbeitete Mehrhof in den Jahren 1891 bis 1894 in der Landwirtschaft, danach bis 1897 als Bergmann in Steinkohlegruben in Westfalen und im Rheinland. In den Jahren 1897 bis 1910 verdiente er seinen Lebensunterhalt als Metallarbeiter. Anschließend wurde er Journalist für die Presse der SPD, in die er um das Jahr 1895 eingetreten war. Parallel zu diesen vielfältigen beruflichen Tätigkeiten bildete er sich durch Selbststudium unentwegt fort und nahm er an volkswirtschaftlichen und geschichtlichen Kursen teil.
In den Jahren von 1915 bis 1917 nahm Mehrhof als Soldat am Ersten Weltkrieg teil, aus dem er als Kriegsversehrter heimkehrte. Anschließend wurde er Redakteur der Zeitung Tribüne in Erfurt.
Bereits während des Krieges hatte Mehrhof die SPD verlassen, um sich der weiter links stehenden Unabhängigen Sozialdemokratischen Partei Deutschlands (USPD) anzuschließen. Er übernahm der Bezirksvorsitz der USPD für Thüringen, wo er während der Novemberrevolution in Erfurt mäßigenden Einfluss ausübte. Von Juni 1920 bis Mai 1924 saß Mehrhof als Abgeordneter für die USPD im ersten Reichstag der Weimarer Republik, in dem er den Wahlkreis 13 (Thüringen) vertrat. Daneben war er auch Mitglied der verfassungsgebenden preußischen Landesversammlung. Nach dem Zerfall der USPD kehrte Mehrhof zur SPD zurück, für die er von 1928 bis 1932 noch einmal dem Preußischen Landtag angehörte.
Von 1989 bis 1992 war er irrtümlich auf einer Gedenktafel für von den Nationalsozialisten ermordete Reichstagsabgeordnete aufgeführt, die sich am Berliner Platz der Republik befand.